# اختلاف سرزمینی
اختلاف سرزمینی یا مناقشهٔ ارضی اختلاف بر روی مالکیت یا کنترل زمین (سرزمین) میان دو یا چند نهاد ارضی یا (به طور معمول) به مالکیت یا کنترل زمین بین یک دولت جدید و قدرت اشغالگر است.

## زمینه و تعاریف
اختلافات ارضی اغلب مربوط به مالکیت منابع طبیعی مانند رودخانه‌ها، زمین‌های حاصلخیز کشاورزی، مواد معدنی یا نفت است هر چند اختلافات می‌تواند توسط فرهنگ، دین یا ملی‌گرایی قومی به پیش برده شود. اختلافات ارضی اغلب در نتیجه زبان مبهم و نامشخص در قراردادهایی است که بر اساس مرزهای طبیعی (original boundary) ایجاد شده‌اند.